# Deklan Wynne
Deklan Terrence Wynne (Johannesburg, 20 marzo 1995) è un calciatore neozelandese, difensore del The Valiants.